# Астродом
NRG Астродом (англ. NRG Astrodome) — стадион в Хьюстоне (штат Техас, США); первый стадион с регулируемыми параметрами окружающей среды. Также стадион Астродом — родоначальник крытых стадионов с куполообразной крышей. После него были возведены такие известные стадионы, как Superdome в Новом Орлеане, Skydome в Торонто, Silverdome в Понтиаке, Alamodome в Сан-Антонио, стадионы в Сиэтле, Индианаполисе, Миннеаполисе.

## История
Вдохновителем строительства стадиона был судья Рой Хоффантц, мечтавший о том, чтобы в Хьюстоне была собственная бейсбольная команда высшей лиги. Но ни о каких крупных соревнованиях не мог и помышлять город, в котором летом температура неделями держится выше 40 С. Поэтому у Роя Хоффантца и появилась идея строительства крытого стадиона, в котором можно использовать кондиционированный воздух. При этом он считал, что стадион должен иметь куполообразную крышу без внутренних опор, которые мешают наблюдать за игрой. А под этой крышей должно было разместиться бейсбольное поле с трибунами для 50 тысяч зрителей. Ничего подобного не знала техника строительства того, не такого уж и далекого от нас времени — всего каких-то 50 лет тому назад.
В 1961 году был разработан проект, а в 1962 году было начато строительство нового стадиона.
В архитектурном проектировании стадиона принимали участие Hermon Lloyd and W.B. Morgan, а также Wilson, Morris, Crain and Anderson, инженерные разработки выполняли Walter P. Moore; Lockwood, Andrews and Newman; John J. Turney; Robert J. Cummins.
К тому времени, как стадион был открыт, в США большое внимание начали уделять развитию космических исследований. В пригороде Хьюстона расположилась штаб-квартира НАСА. Этого оказалось достаточно для того, чтобы бейсбольная команда города, выступавшая 3 года под именем «Colt.45s» была переименована в Astros, а новый, построенный для неё стадион, стал называться Астродомом, точнее Астродоумом, то есть куполом для Astros.
Астродом — первый в мире крытый стадион, был предназначен для защиты скорее от жары, чем от дождя. Он был рассчитан на проведение не только различных спортивных соревнований, прежде всего, по бейсболу, баскетболу, футболу (здесь и далее в этой статье словом футбол будет обозначаться американский футбол), боксу, но и других массовых развлекательных мероприятий, в том числе родео. Строительство стадиона продолжалось 3 года, а на открытии, состоявшемся 9 апреля 1965 года, присутствовал президент страны Линдон Б. Джонсон.
Крыша Астродома диаметром более 200 метров, более чем в 2 раза превышавшая все построенные до этого куполообразные крыши, являлась новым словом в строительстве. Она выполнена из 4796 прозрачных пластиковых панелей, которые должны были пропускать прямой солнечный свет на травяное покрытие стадиона.
Сначала поле так и было травяным. Однако оказалось, что проходящий сквозь панели свет мешает как спортсменам, так и зрителям дневных соревнований. Панели пришлось закрасить, тогда стало не хватать света для роста травы, и она погибла. Бейсбольная команда Astros, для которой и был построен стадион, наотрез отказывалась играть в грязи, а зрители не хотели приходить на стадион, на котором нельзя следить за полетом мяча.
Выручила химическая компания Monsanto, экспериментальное нейлоновое покрытие которой, созданное специально для Астродома, так и назвали AstroTurf. Первая игра на синтетическом травяном покрытии состоялась 8 апреля 1966 года. AstroTurf благодаря прочности, долговечности и простоте ухода быстро завоевал мир; он использовался и используется для покрытия не только закрытых, но и открытых стадионов и спортивных площадок, а спортсмены всего мира ругают его за жесткость, потирая разбитые колени.
Крыша стадиона построена так, чтобы до неё не доставал запущенный со всей силы мяч; самая высокая точка её находится на высоте более 60 метров. Мяч до крыши Астродома так ни разу и не долетел, но в июне 1970 года Майклу Шмидту, игроку бейсбольной команды «Phillies» из Филадельфии, удалось попасть мячом в подвешенный к крыше громкоговоритель, находившийся на высоте 35 метров и на расстоянии 100 метров от него.
Сначала стадион был рассчитан на 45—50 тысяч зрителей. Впервые в истории спортивных сооружений болельщики могли насладиться комфортом мягких кресел. Кресла нижнего из пяти ярусов поворачиваются, позволяя зрителям с удобством наблюдать за мячом как в бейсбольных играх, так и в футбольных соревнованиях. Ранее на задней стене стадиона было расположено табло длиной 144 метра и высотой с 4-этажный дом, стоившее 2 миллиона долларов. В 1988 году вместимость стадиона увеличили до 62,5 тысяч, при этом со стадиона были убраны табло и украшавший зал огромный флаг страны. Тогда же была установлена новая система AstroTurf, предназначенная для игр только в футбол. Это была всего третья замена покрытия стадиона за 23 года его интенсивного использования. А Астродом стал первым стадионом в мире, в котором для бейсбола и для футбола стали использоваться разные площадки.
За всю историю Астродома игры на стадионе были отменены только один раз, 15 июня 1976 года, когда из-за торнадо оказались под водой прилежащие к стадиону улицы.
Долгое время Астродом был базовым стадионом бейсбольной команды «Хьюстон Астрос» и футбольной команды «Хьюстон Ойлерс». На его поле играли такие легендарные игроки, как Ерл Кемпбелл, Уоррен Мун, Рей Чайлдрес, Ернест Гивинс.
Современные стадионы обзавелись раздвижными крышами, естественным травяным покрытием. Когда-то казавшиеся невероятно просторными помещения ресторанов, кафе, мест отдыха не удовлетворяют современным требованиям. В 1997 году команда Oilers покинула не только стадион, но и Хьюстон, а Astros переместились на новый стадион в центре города. 1 апреля 2001 года арена приняла одно из крупнейших событий в спортивном развлечении — Wrestlemania X-Seven.